# Arròs congee

L'arròs congee (del Tàmil kanjī que significa bullit) és una mena de farinetes salades fetes a base d'arròs, que es cuina en aigua o brou (sovint de carn) fins que s'estova i els grans es desfan, aportant-ne la textura cremosa característica. Es tracta d'un plat històric xinès, ja que existeixen evidències del seu consum des de fa més de 3.000 anys (textos escrits durant la dinastia Zhou, el 1.000 aC).

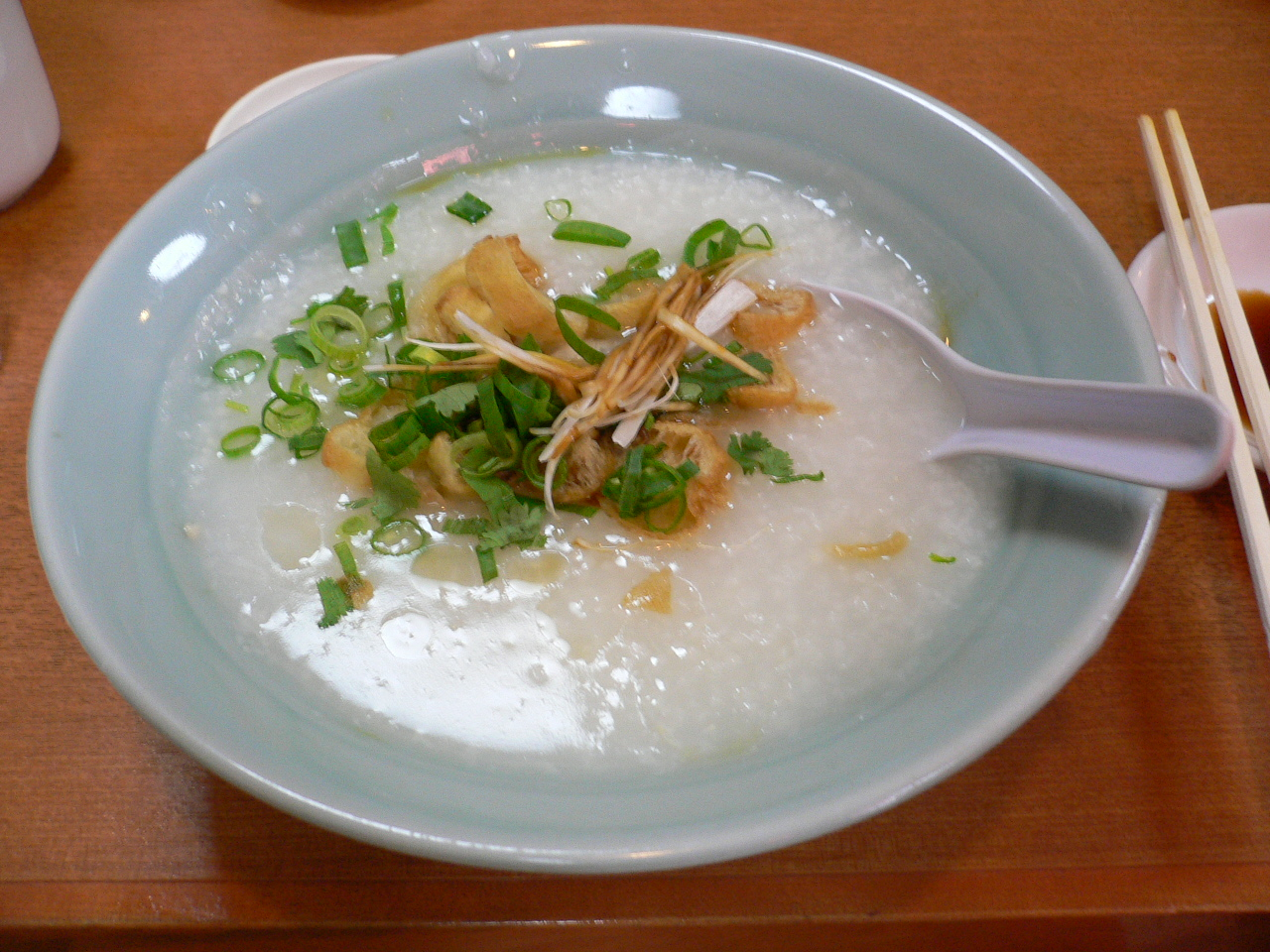
Plat d'arròs congee acompanyat de ceba tendra

L'arròs congee és un plat molt popular en la gastronomia asiàtica en general. La raó és que, a banda de la seva senzillesa tant en preparació com en ingredients, té l'avantatge de què pot consumir-se en qualsevol moment del dia. Sovint se serveix com a esmorzar, acompanyat d'ou centenari, carn de porc i ceba tendra, però també pot consumir-se com a entrant, acompanyament d'un plat principal o, fins i tot, de postres. Així doncs, es tracta d’un plat versàtil i important històricament en èpoques de fam i escassetat d'aliments.